# Lecythis lurida
Lecythis lurida är en tvåhjärtbladig växtart som beskrevs av Scott A. Mori. Lecythis lurida ingår i släktet Lecythis och familjen Lecythidaceae. Inga underarter finns listade i Catalogue of Life.